# Shavlik Randolph
Ronald Shavlik Randolph (Raleigh, Carolina del Norte, 24 de noviembre de 1983) es un exjugador de baloncesto estadounidense que disputó 10 temporadas en la NBA además de otras en Puerto Rico y Asia. Mide 2,08 metros y jugaba en la posición de ala-pívot. Es nieto del que fuera también jugador de la NBA, Ronnie Shavlik.

## Trayectoria deportiva

### Universidad
Tras una exitosa carrera en high school, las grandes universidades del país pretendieron sus servicios, decantándose finalmente por Duke. A pesar de la expectación creada, su paso por los Blue Devils no fue demasiado exitoso. Tras tres temporadas, sus porcentajes fueron de 6,3 puntos, 4,3 rebotes y 1,4 tapones por partido.

### Profesional
Se declaró elegible para el Draft de la NBA de 2005 un año antes de terminar su carrera, algo que sorprendió por dos motivos principalmente: en primer lugar, sus números no decían nada que hiciera presagiar una buena elección, y en segundo lugar, su universidad estaba en todas las quinielas para ganar el Torneo de la NCAA del 2006. Randolph finalmente no fue elegido en el draft, pero consiguió firmar un contrato como agente libre con los Sixers.
En su primer año jugó los denominados "minutos de la basura" en su equipo, promediando unos pobres 2,3 puntos y 2,3 rebotes por partido. En noviembre de 2006 sufrió una importante lesión de rodilla que hizo que en la temporada 2005-06 jugara tan sólo 13 partidos, pero ya saliendo de titular en 6 de ellos.
En septiembre de 2008 firma contrato con Portland Trail Blazers.
[actualizar]
El 1 de marzo de 2013 deja Puerto Rico, volviendo a la NBA de la mano de los Boston Celtics con quien firma un contrato de 10 días. Tras pasados los 10 días del contrato, los Celtics lo vuelven a contratar por 10 días más.

## Estadísticas

### Temporada regular
| Año     | Equipo       | PJ  | PT | MPP  | %TC  | %3P   | %TL   | RPP | APP | ROB | TPP | PPP |
| ------- | ------------ | --- | -- | ---- | ---- | ----- | ----- | --- | --- | --- | --- | --- |
| 2005-06 | Philadelphia | 57  | 1  | 8.5  | .454 | .000  | .606  | 2.3 | .3  | .3  | .2  | 2.3 |
| 2006-07 | Philadelphia | 13  | 6  | 13.8 | .479 | .000  | .545  | 4.2 | .3  | .5  | .8  | 4.5 |
| 2007-08 | Philadelphia | 9   | 0  | 3.0  | .286 | .000  | .000  | 1.2 | .3  | .1  | .3  | .9  |
| 2008-09 | Portland     | 10  | 0  | 3.7  | .615 | 1.000 | .250  | 1.8 | .0  | .0  | .1  | 1.8 |
| 2009-10 | Miami        | 3   | 0  | 15.7 | .333 | .000  | .000  | 4.3 | .0  | .3  | .3  | 3.3 |
| 2009-10 | Portland     | 3   | 0  | 2.0  | .333 | .000  | 1.000 | .3  | .3  | .0  | .0  | 1.3 |
| 2012-13 | Boston       | 16  | 0  | 12.4 | .583 | .000  | .407  | 4.4 | .3  | .5  | .4  | 4.2 |
| 2013-14 | Phoenix      | 14  | 0  | 6.8  | .500 | .000  | .545  | 1.8 | .1  | .2  | .07 | 1.4 |
| 2014-15 | Phoenix      | 16  | 0  | 6.3  | .240 | .000  | .500  | 1.6 | .2  | .3  | .1  | 1.1 |
| 2014-15 | Boston       | 5   | 0  | 5.0  | .300 | .000  | .500  | 2.4 | .2  | .2  | .2  | 1.4 |
| Total   | Total        | 146 | 7  | 8.2  | .449 | .167  | .544  | 2.5 | .2  | .3  | .3  | 2.3 |

### Playoffs
| Año   | Equipo       | PJ | PT | MPP | %TC  | %3P  | %TL  | RPP | APP | ROB | TPP | PPP |
| ----- | ------------ | -- | -- | --- | ---- | ---- | ---- | --- | --- | --- | --- | --- |
| 2008  | Philadelphia | 2  | 0  | 2.0 | .000 | .000 | .750 | .0  | .0  | .0  | .0  | 1.5 |
| 2013  | Boston       | 1  | 0  | 3.0 | .000 | .000 | .000 | 3.0 | .0  | .0  | .0  | .0  |
| Total | Total        | 3  | 0  | 2.3 | .000 | .000 | .750 | 1.0 | .0  | .0  | .0  | 1.0 |

## Vida personal
Shavlik es hijo de Ken y Kim Randolph. Tiene un hermano, Dexter y una hermana, Senna.
Su hermano Dexter, falleció el 8 de octubre de 2019, en Tochigi, Japón.

### Polémica
Cuando en febrero de 2007 el exjugador John Amaechi confesó su homosexualidad, Randolph declaró que:

«Mientras no intente ligar conmigo, no me importa. En cuanto al negocio, estoy seguro que podría jugar con él. Pero creo que se crearía un ambiente un tanto extraño en el vestuario.»
"As long as you don't bring your gayness on me I'm fine. As far as business-wise, I'm sure I could play with him. But I think it would create a little awkwardness in the locker room."